# 모스라
모스라(Mothra)는 고지라 시리즈의 괴수 중 하나이다. 괴수의 여왕이라고 불린다.
크기는 15~150m, 날개폭은 50~255m 정도다. 나방의 모습을 띠고 있으며, 시리즈마다 외형 차이가 크다.

## 특징
괴수 중 유일하게 인간과 소통하는 능력을 가지고 있다.또한 번데기 과정이 표현된 최초이자 유일한 절지동물 괴수이기도 하다.
몬스터버스 시리즈에서 한 세대의 모스라의 기억은 다음 세대의 개체에게 전해지기 때문에 육체는 다르지만 정신이 달라지지 않는다는 설정이 추가되었다.

## 능력
유충 상태일 때는 실을 내뿜을 수 있으며, 성충 때는 날개가 생겨서 날아다닐수있다. 또한 고질라: 킹 오브 몬스터(2019)에서 능력이 상향되었다. 성충도 실을 뿜을 수 있게 되었고, 앞다리가 길고 날카로워졌으며, 상대를 마비시키는 독침이 생겼다. 그리고 생체 발광을 할 수 있는데, 이 능력은 유충도 사용할 수 있다.

### 모스라 3부작
모스라 레오, 또는 신모스라라고 불리는 개체가 등장하는데 능력이 가장 많은 개체이다.
- 열선 공격을 쓸 수 있다.
- 대부분의 다른 시리즈의 개체들과 다르게 육탄전에 능숙하다. 분신술, 돌진 등의 적합한 능력이 발달되었기 때문이다.
- 폼체인지를 할 수 있다. 아쿠아 모스라, 광속 모드 모스라, 요로이 모스라 (아머 모스라), 이터널 모스라 같은 여러 가지 모습들이 있으며, 상황에 따라 폼체인지를 하며 전투를 한다.

## 작중 행적
1962년에 개인 영화로 데뷔하며 고지라 영화 사이드 괴수로 지속적으로 등장한다. 현재까지 단독으로 출현한 영화는 총 4편이며, 몬스터버스가 연장되었기 때문에 추후 단독 영화가 또 나올 가능성이 존재한다. 
시리즈의 괴수들 중 유일하게 악역으로 등장한 적이 단 한 번도 없다. 원래 고지라와 대립하는 괴수였으나, 이후 시리즈에선 고지라와 협력하는 장면이 나오기도 했다.
죽는 장면이 많은 편인데, 보통 다른 괴수를 위해 희생해서 죽는 경우가 많다.  

## 기타
모스라는 여러모로 포켓몬스터에 영향을 많이 준 괴수다. 모스라를 모티브로 한 포켓몬들이 많고, 몇몇 전설의 포켓몬은 모스라의 울음소리를 약간 변형시킨 울음소리를 지녔다.

## 같이 보기
- 고지라
- 고질라: 킹 오브 몬스터
- 몬스터버스
- 킹기도라